# ديان ستويانوفيتش (لاعب كرة قدم)
ديان ستويانوفيتش (بالألمانية: Dejan Stojanović)‏ هو لاعب كرة قدم ومدرب كرة قدم شمال مقدوني ونمساوي في مركز حراسة المرمى، ولد في 19 يوليو 1993 في فيلدكيرخ في النمسا. شارك مع منتخب النمسا تحت 19 سنة لكرة القدم ومنتخب مقدونيا الشمالية تحت 21 سنة لكرة القدم. أما مع النوادي، فقد لعب مع نادي بولونيا ونادي سانت غالن ونادي كروتوني.

## وصلات خارجية
- ديان ستويانوفيتش (لاعب كرة قدم) على موقع الاتحاد الأوربي (الإنجليزية)
- ديان ستويانوفيتش (لاعب كرة قدم) على موقع قاعدة بيانات كرة القدم.إي يو (الإنجليزية)
- ديان ستويانوفيتش (لاعب كرة قدم) على موقع Soccerbase.com (لاعب) (الإنجليزية)
- ديان ستويانوفيتش (لاعب كرة قدم) على موقع Soccerway.com (الإنجليزية)
- ديان ستويانوفيتش (لاعب كرة قدم) على موقع عالم كرة القدم.نت (الإنجليزية)
- ديان ستويانوفيتش (لاعب كرة قدم) على موقع AS.com (الإسبانية)